# Petit Bistro
Unter dem Markennamen PetitBistro bietet Aral an 1.084 Tankstellen (Stand: 31. Dezember 2012) kalte und warme Snacks sowie Heißgetränke an.
Unter den Systemgastronomen belegt Aral mit der Marke PetitBistro in Deutschland Platz 10 und bei den Verkehrsgastronomen Rang 4. Die Aral AG ist ein Unternehmen des BP-Konzerns in Deutschland und mit etwa 2.400 Straßentankstellen Marktführer im deutschen Tankstellengeschäft. An den rund 1.100 unternehmenseigenen Stationen von Aral ist das Shopgeschäft für die Tankstellenbetreiber die mit Abstand wichtigste Ertragsquelle mit 62 Prozent.

## Umsatz und Verkäufe
Vor der Einführung der Marke PetitBistro 2004  lag nach Angaben von Aral der Umsatz bei Snacks und Heißgetränken noch bei 132 Millionen Euro. Im Jahr 2012 betrug er 175,8 Millionen Euro. Mit Heißgetränken setzte Aral in den PetitBistros im Jahr 2012 rund 42 Millionen Euro um und verdoppelte damit den Heißgetränke-Umsatz innerhalb von sechs Jahren. Täglich konsumieren rund 80.000 Kunden bei Aral einen schwarzen Kaffee, einen Cappuccino oder ein anderes warmes Getränk. Mehr als 29 Millionen verkaufte Heißgetränke jährlich machen das Unternehmen nach eigenen Angaben zum größten Coffee-to-go-Anbieter Deutschlands.
An den 1.084 ausgewählten PetitBistros im Bundesgebiet gehören auch kalte und warme Snacks zum Angebot. Dazu zählen unter anderem die „Crossinos“, die im Februar 2013 eingeführt wurden und die die bis 2012 erhältlichen SuperSnacks abgelöst haben. 
Nach Angaben von Aral wurden im Februar 2013 pro Woche durchschnittlich rund 200.000 Crossinos verkauft – das entspricht einer Steigerung im Vergleich zu den SuperSnacks von mehr als 30 Prozent. Neben Crossinos werden in den PetitBistros unter anderem Croissants, Donuts und Laugengebäck angeboten. Die Backwaren (PetitBistro Crossino Natur, PetitBistro Crossino Mehrkorn, PetitBistro Crossino Roggen) wurden 2013 von der Deutschen Landwirtschafts-Gesellschaft (DLG) mit Gold prämiert.

## Nachhaltigkeit
Seit 2009 wird in den PetitBistros ausschließlich nachhaltiger Kaffee verarbeitet. Die jährlich benötigten 300 Tonnen Kaffeebohnen tragen das Rainforest-Alliance-Siegel. Das Siegel garantiert den nachhaltigen Anbau sowie die Kontrolle der Vorgaben über den gesamten Produktionsprozess hinweg.

## Kaffee-Studie
Seit 2011 untersucht Aral mit der Marke PetitBistro in einer jährlich aufgelegten bundesweit repräsentativen Kaffee-Studie die Trends im Kaffeegeschäft und beim Kaffeekonsum der Bundesbürger ab 18 Jahren. Die Untersuchung belegt unter anderem die weiter zunehmende Popularität von Coffee-to-go und zeigt die sich wandelnden Vorlieben der Kaffeetrinker beispielsweise bei der Zubereitung. Die im Juni 2013 veröffentlichte dritte Auflage enthält ebenfalls Ergebnisse zum Thema Unterwegs-Versorgung.